# Elden
Pour les articles homonymes, voir Elden (homonymie).
Elden est un village appartenant à la commune néerlandaise d'Arnhem. En 2007, le village comptait 2 077 habitants.
Bien que le village soit entouré des quartiers d'Arnhem-Sud, le vieux centre du bourg a été préservé.

## Galerie

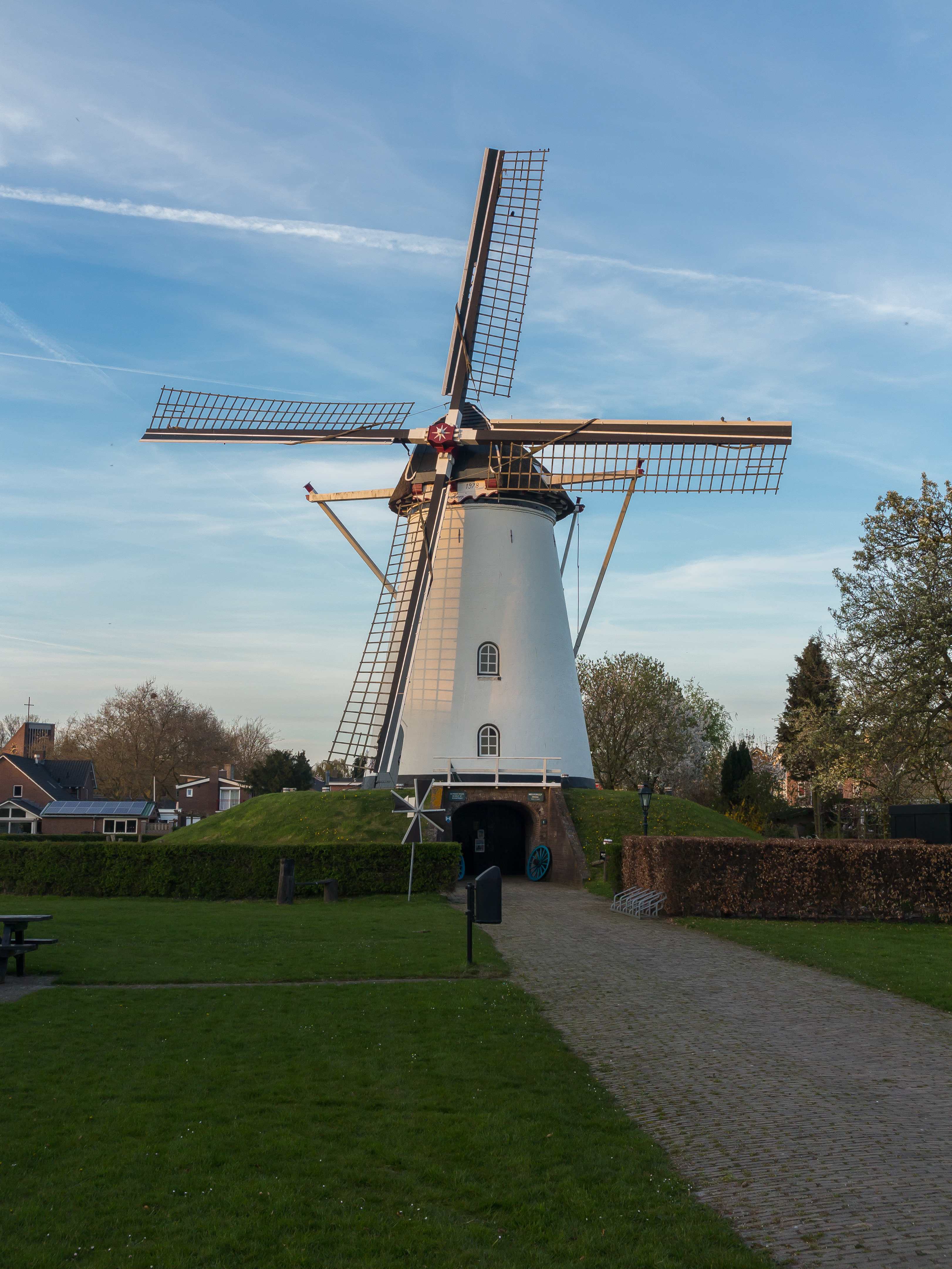
Arnhem-Elden, moulin: molen de Hoop
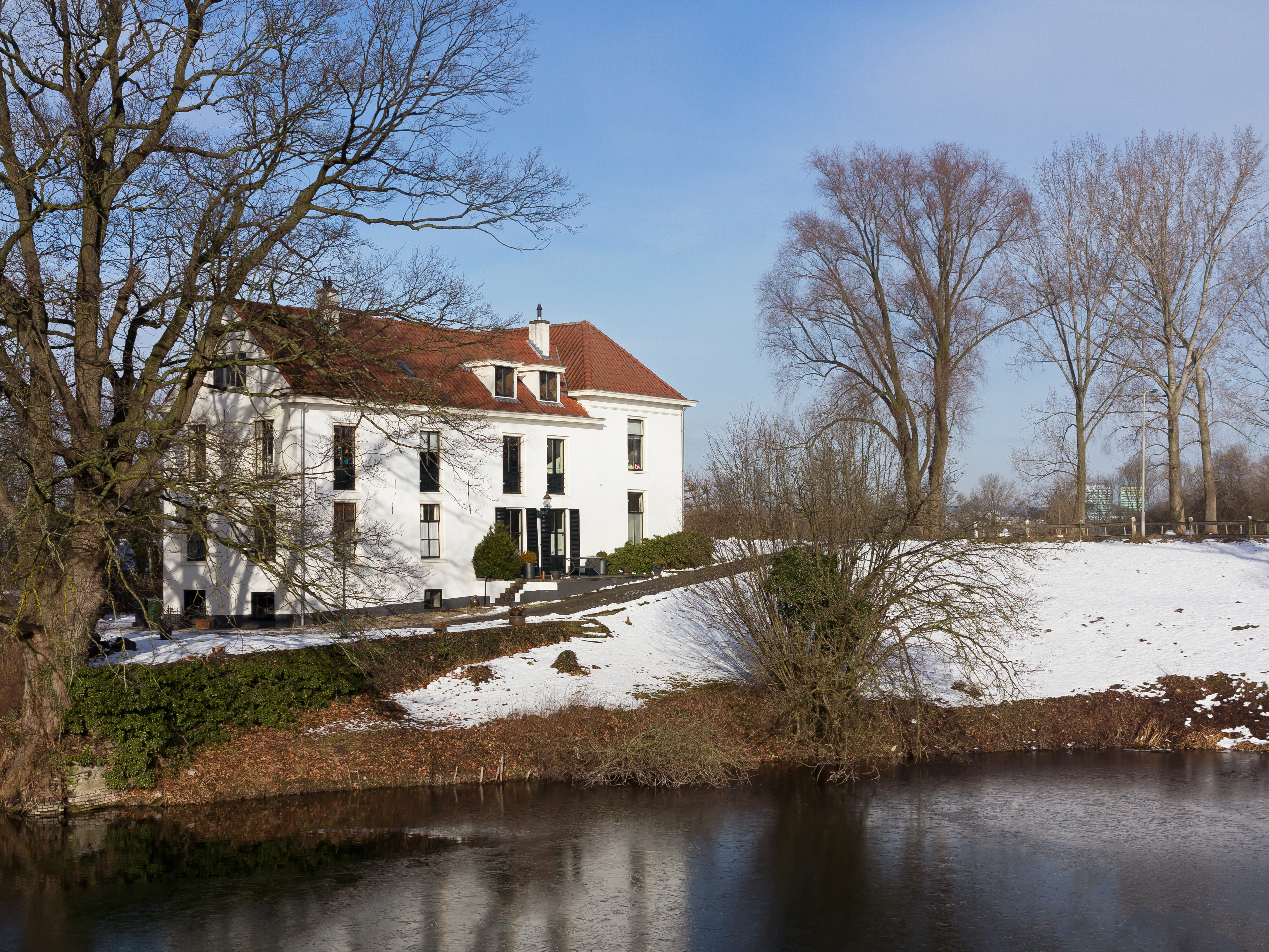
Maison monumentale
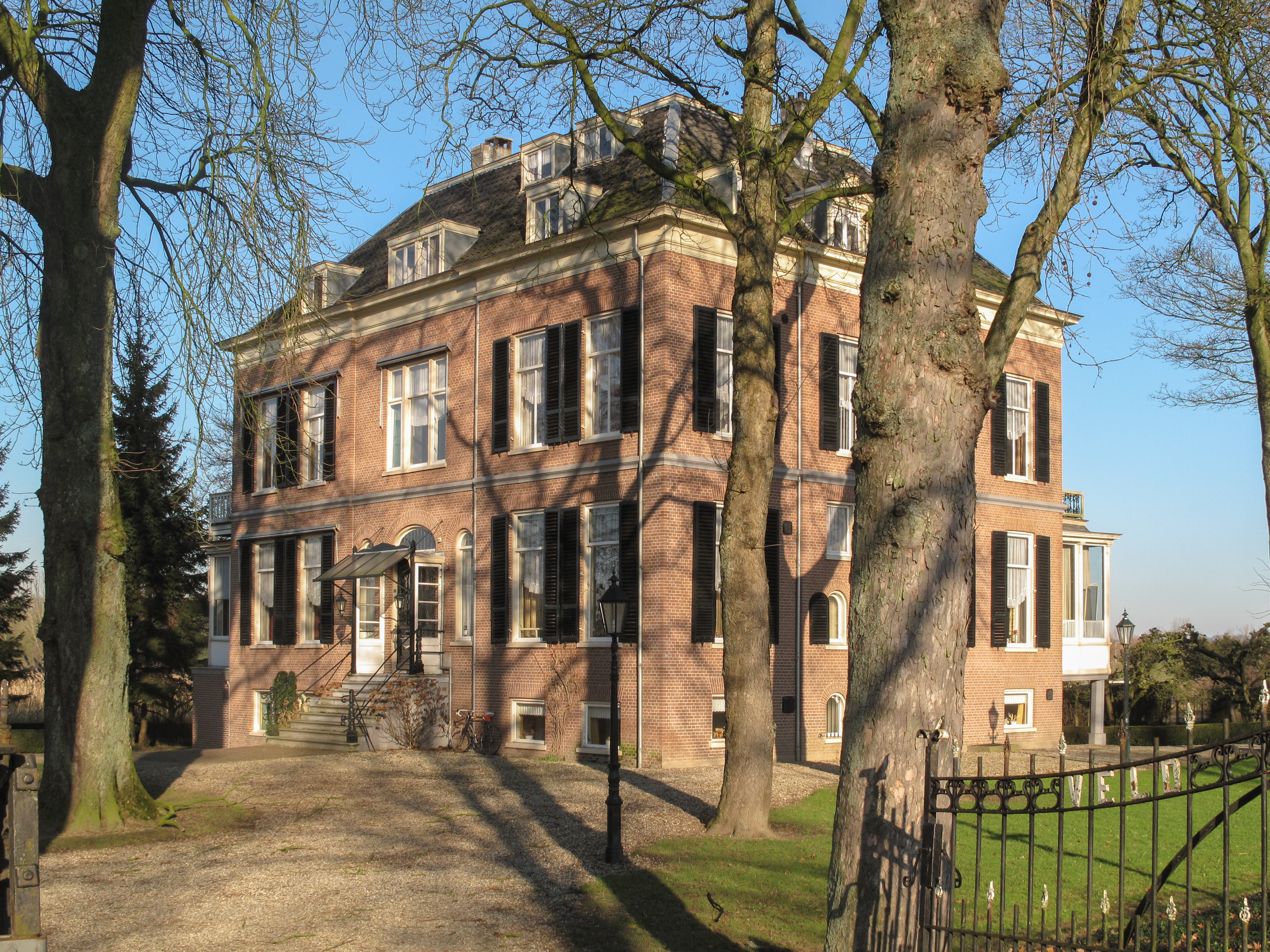
Arnhem-Elden, villa: Huize Oosterveld
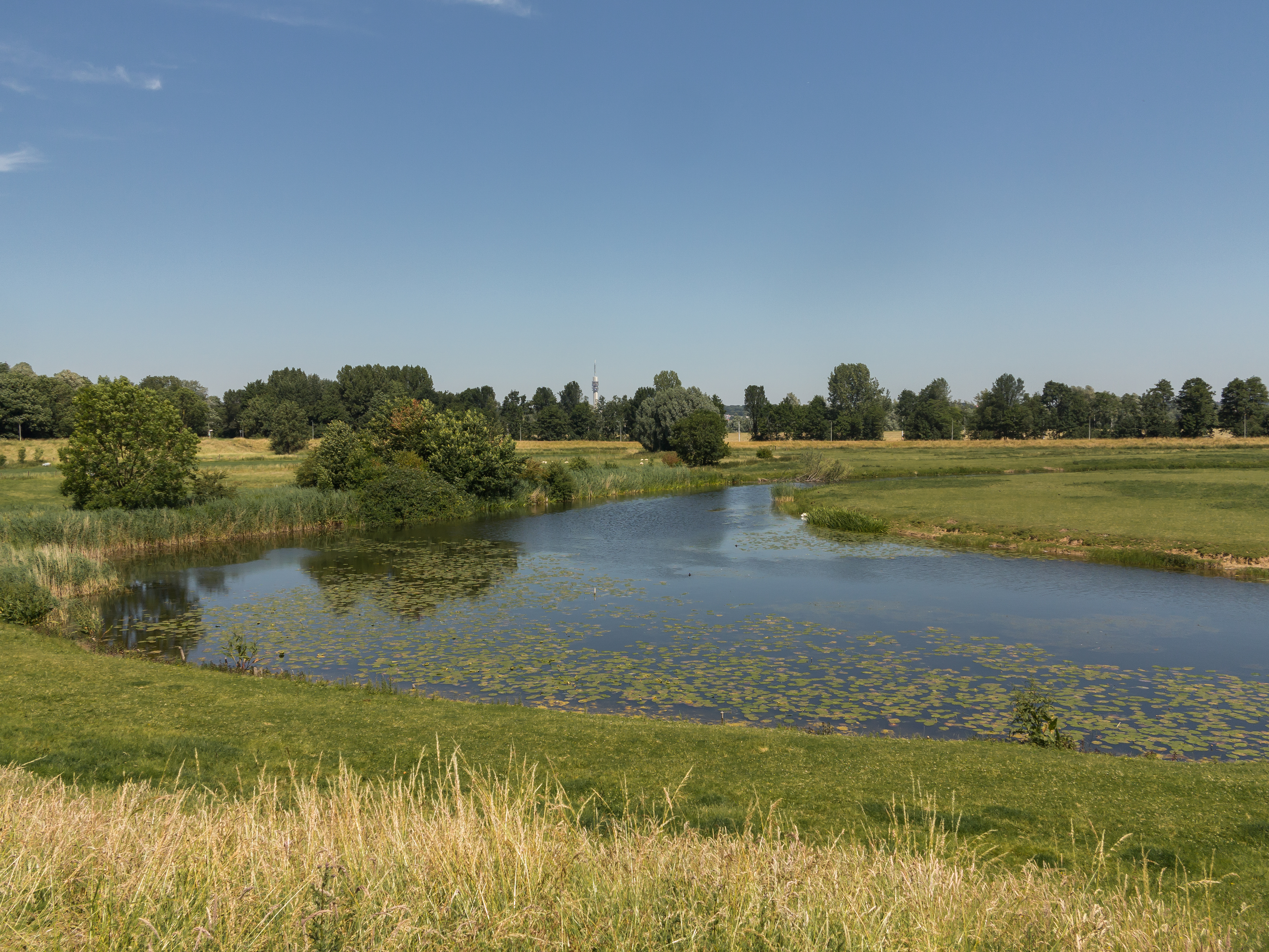
lac dans le village: Het Hoefijzer
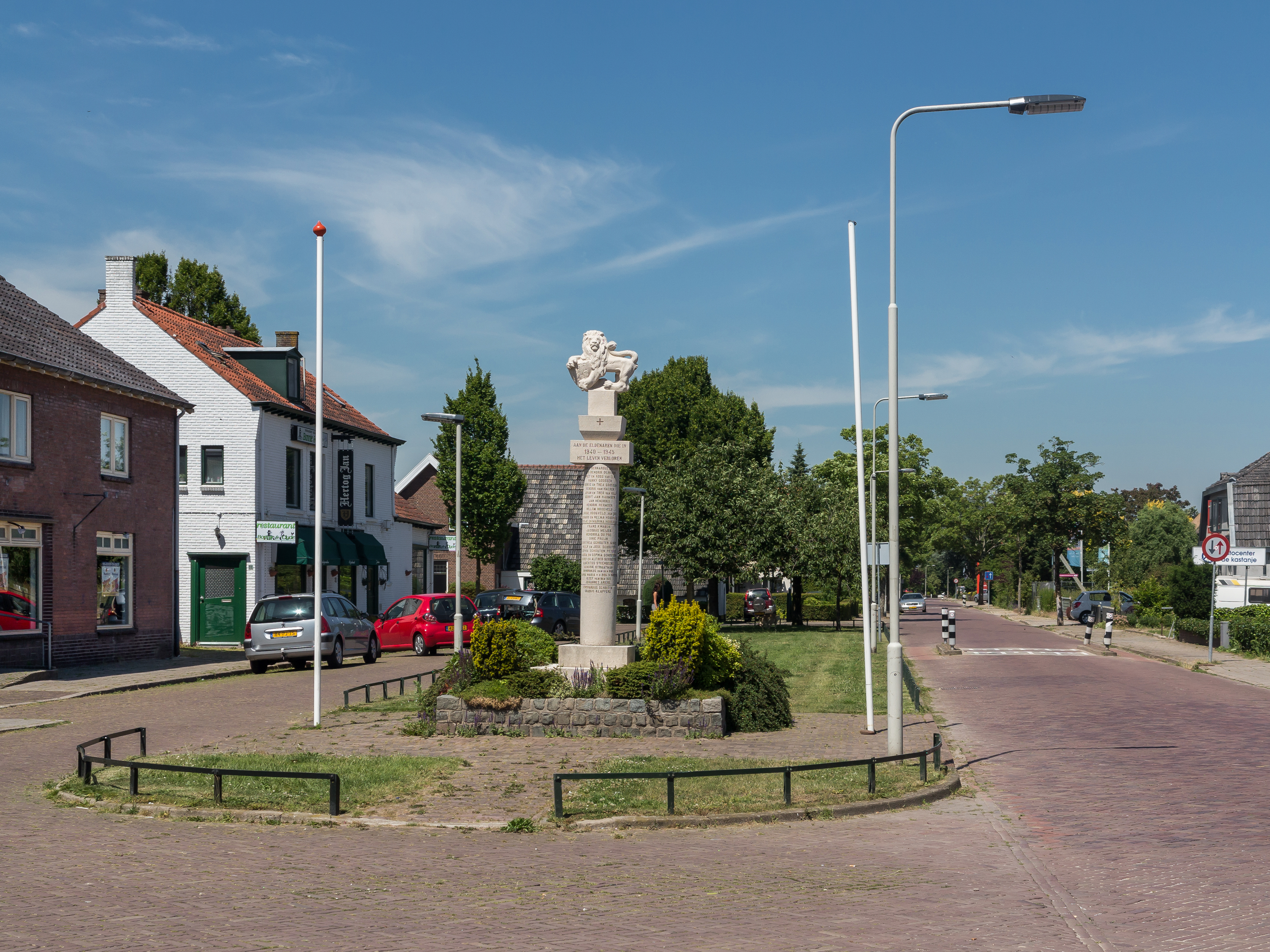
Monument aux morts à la Klapstraat
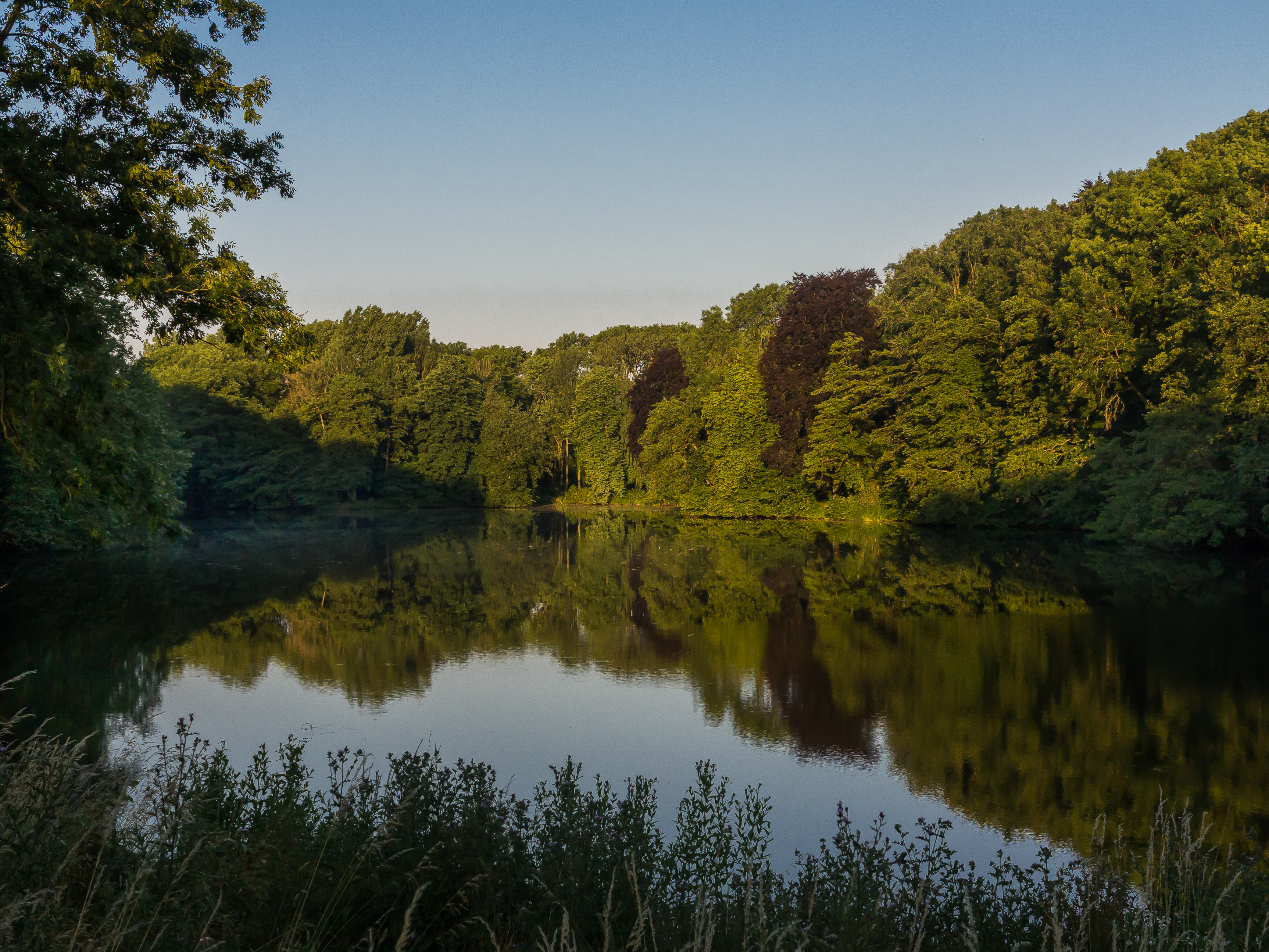
de Westerveldse Kolk - parc près de Drielsedijk